# Torneio Pré-Olímpico da OFC Sub-23 de 2019
O Torneio Pré-Olímpico da OFC Sub-23 de 2019 (também chamado de Campeonato Sub-23 da OFC de 2019) foi a oitava edição do Torneio Pré-Olímpico da OFC, o campeonato internacional de futebol com restrição de idade organizado pela Confederação de Futebol da Oceania (OFC) para seleções masculinas sub-23 da Oceania. 
Em novembro de 2018, Fiji foi anunciada como sede do torneio. O torneio ocorreu durante os dias 21 de setembro até 5 de outubro de 2019.
O vencedor garante vaga nos Jogos Olímpicos de Verão de 2020, no Japão.
Fiji é o atual campeão.

## Participantes
Oito das 11 seleções filiadas à FIFA pela OFC disputaram o torneio.
| Seleção          | Participação | Melhor campanha                   |
| ---------------- | ------------ | --------------------------------- |
| Samoa Americana  | 3ª           | Fase de grupos (2004, 2012)       |
| Fiji             | 8ª           | Campeões (2015)                   |
| Nova Zelândia    | 8ª           | Campeões (1999, 2008, 2012)       |
| Papua-Nova Guiné | 7ª           | 3º lugar (2015)                   |
| Samoa            | 3ª           | Fase de grupos (1999, 2004)       |
| Ilhas Salomão    | 7ª           | Vice-campeões (1999, 2008)        |
| Tonga            | 4ª           | Fase de grupos (1999, 2004, 2012) |
| Vanuatu          | 7ª           | Vice-campeões (2015)              |

#### Não entraram
- Ilhas Cook
- Nova Caledônia
- Taiti

Nota: Nova Caledônia e Taiti não são membros do Comité Olímpico Internacional e ambos não são elegíveis para a qualificação aos Jogos Olímpicos.

## Sedes
As partidas foram disputadas em Suva e em Lautoka
- ANZ Estádio Nacional, Suva
- Estádio Churchill Park, Lautoka

## Sorteio
O sorteio foi realizado em 6 de maio de 2019 na OFC Academy, em Auckland, Nova Zelândia. As oito equipes foram sorteados em quatro grupos com quatro times.

## Fase de grupos
Os dois primeiros colocados de cada grupo avançam às semifinais.
Todas as partidas seguem o fuso horário de Fiji (UTC+12).

### Grupo A
| Pos | Equipe          | Pts | J | V | E | D | GP | GC | SG  | Classificado |
| --- | --------------- | --- | - | - | - | - | -- | -- | --- | ------------ |
| 1   | Nova Zelândia   | 9   | 3 | 3 | 0 | 0 | 22 | 3  | +19 | Fase final   |
| 2   | Ilhas Salomão   | 6   | 3 | 2 | 0 | 1 | 13 | 4  | +9  | Fase final   |
| 3   | Samoa           | 3   | 3 | 1 | 0 | 2 | 6  | 11 | −5  |              |
| 4   | Samoa Americana | 0   | 3 | 0 | 0 | 3 | 0  | 23 | −23 |              |

| 21 de setembro | Ilhas Salomão                                           | 6 – 0     | Samoa Americana | ANZ Estádio Nacional, Suva               |
| 12:00          | Waita 3', 55' · Kakasi 10' · Taroga 33' · Mara 41', 47' | Relatório |                 | Público: 150 Árbitro: NCL Mederic Lacour |

| 21 de setembro | Samoa         | 1 – 6     | Nova Zelândia                                             | ANZ Estádio Nacional, Suva               |
| 15:00          | Tumua Leo 41' | Relatório | Waine 10', 53', 81', 84' (pen) · Rogerson 12' · Bevan 39' | Público: 240 Árbitro: TAH Norbert Hauata |

| 24 de setembro | Samoa | 0 – 5     | Ilhas Salomão                                         | ANZ Estádio Nacional, Suva            |
| 12:00          |       | Relatório | Kakasi 16' · Waita 28', 34' · Mara 68' · Taroga 90+2' | Público: 150 Árbitro: VAN Joel Hopken |

| 24 de setembro | Nova Zelândia                                                                                           | 12 – 0    | Samoa Americana | ANZ Estádio Nacional, Suva                 |
| 15:00          | Lewis 4', 34' · Rogerson 15' · White 19' · Bevan 51', 75', 78', 83', 89' · Waine 54', 59' · de Jong 56' | Relatório |                 | Público: 200 Árbitro: PNG David Yareboinen |

| 27 de setembro | Samoa Americana | 0 – 5     | Samoa                                                    | ANZ Estádio Nacional, Suva                 |
| 15:00          |                 | Relatório | Tumua Leo 26', 88' · Savelio 29' · Bourne 39' · Malu 65' | Público: 100 Árbitro: PNG David Yareboinen |

| 27 de setembro | Nova Zelândia                                  | 4 – 2     | Ilhas Salomão           | ANZ Estádio Nacional, Suva               |
| 18:00          | Lewis 37' · Bevan 39', 90+1' · Billingsley 52' | Relatório | Taroga 1' · Maeobia 79' | Público: 600 Árbitro: NCL Mederic Lacour |

### Grupo B
| Pos | Equipe           | Pts | J | V | E | D | GP | GC | SG  | Classificado |
| --- | ---------------- | --- | - | - | - | - | -- | -- | --- | ------------ |
| 1   | Vanuatu          | 9   | 3 | 3 | 0 | 0 | 12 | 1  | +11 | Fase final   |
| 2   | Fiji (H)         | 6   | 3 | 2 | 0 | 1 | 7  | 3  | +4  | Fase final   |
| 3   | Papua-Nova Guiné | 3   | 3 | 1 | 0 | 2 | 8  | 7  | +1  |              |
| 4   | Tonga            | 0   | 3 | 0 | 0 | 3 | 2  | 18 | −16 |              |

| 22 de setembro | Vanuatu                       | 3 – 1     | Papua-Nova Guiné | Estádio Churchill Park, Lautoka          |
| 12:00          | Soromon 3', 21' · Wilkins 25' | Relatório | Togubai 56'      | Público: 150 Árbitro: NZL Matthew Conger |

| 22 de setembro | Tonga        | 1 – 4     | Fiji                                                    | Estádio Churchill Park, Lautoka            |
| 15:00          | Polovili 90' | Relatório | Joseph 54' (pen), 66' · Baledrokadroka 62' · Hughes 90' | Público: 350 Árbitro: THA Sivakorn Pu-Udom |

| 25 de setembro | Tonga | 0 – 8     | Vanuatu                                                                                    | Estádio Churchill Park, Lautoka       |
| 12:00          |       | Relatório | Kalo 28', 29', 50' · Spokeyjack 31' · Ollie 45+2' · Tasip 48' · Kalopong 53' · Soromon 81' | Público: 100 Árbitro: SOL George Time |

| 25 de setembro | Fiji                                           | 3 – 1     | Papua-Nova Guiné | Estádio Churchill Park, Lautoka        |
| 15:00          | Baledrokadroka 42' · Joseph 50' · Vodoqawa 87' | Relatório | Simongi 66'      | Público: 250 Árbitro: NZL Nick Waldron |

| 28 de setembro | Papua-Nova Guiné                                                          | 6 – 1     | Tonga        | Estádio Churchill Park, Lautoka                      |
| 12:00          | Kepo 11', 73' · Togubai 45+1', 49' (pen) · Purari 55' · Malafu 71' (g.c.) | Relatório | Polovili 15' | Público: 100 Árbitro: NZL Campbell-Kirk Kawana-Waugh |

| 28 de setembro | Fiji | 0 – 1     | Vanuatu | Estádio Churchill Park, Lautoka          |
| 15:00          |      | Relatório | Aru 45' | Público: 250 Árbitro: NZL Matthew Conger |

## Fase final
|  | Semifinais             | Semifinais    |                             |   | Final | Final |
|  |                        |               |                             |   |       |       |
|  | 2 de outubro – Lautoka |               |                             |   |       |       |
|  |                        |               |                             |   |       |       |
|  | Nova Zelândia          | 6             |                             |   |       |       |
|  | Nova Zelândia          | 6             | 5 de outubro – Lautoka      |   |       |       |
|  | Fiji                   | 1             |                             |   |       |       |
|  | Fiji                   | 1             | Nova Zelândia               | 5 |       |       |
|  | 2 de outubro – Lautoka |               | Nova Zelândia               | 5 |       |       |
|  |                        | Ilhas Salomão | 0                           |   |       |       |
|  | Vanuatu                | Ilhas Salomão | 0                           | 0 |       |       |
|  | Vanuatu                |               |                             | 0 |       |       |
|  | Ilhas Salomão          | 1             |                             |   |       |       |
|  | Ilhas Salomão          | 1             | Disputa pelo terceiro lugar |   |       |       |
|  |                        |               |                             |   |       |       |
|  | 5 de outubro – Lautoka |               |                             |   |       |       |
|  |                        |               |                             |   |       |       |
|  | Fiji                   | 0             |                             |   |       |       |
|  | Fiji                   | 0             |                             |   |       |       |
|  | Vanuatu                | 1             |                             |   |       |       |

### Semifinais
| 2 de outubro | Nova Zelândia                                                              | 6 – 1     | Fiji     | Estádio Churchill Park, Lautoka            |
| 12:00        | Wara 13' (g.c.) · Waine 23' · Rogerson 28' · Bevan 44', 90+5' · Elliot 79' | Relatório | Shah 74' | Público: 150 Árbitro: PNG David Yareboinen |

| 2 de outubro | Vanuatu | 0 – 1     | Ilhas Salomão | Estádio Churchill Park, Lautoka          |
| 15:30        |         | Relatório | Waita 37'     | Público: 150 Árbitro: NZL Matthew Conger |

### Disputa pelo terceiro lugar
| 5 de outubro | Fiji | 0 – 1     | Vanuatu     | Estádio Churchill Park, Lautoka          |
| 12:00        |      | Relatório | Soromon 75' | Público: 100 Árbitro: NCL Mederic Lacour |

### Final
Vencedor se classificou para os Jogos Olímpicos de Verão de 2020.
| 5 de outubro | Nova Zelândia                                        | 5 – 0     | Ilhas Salomão | Estádio Churchill Park, Lautoka          |
| 15:00        | Rogerson 7' · Bevan 27', 67' · Waine 30' · Jones 90' | Relatório |               | Público: 200 Árbitro: TAH Norbert Hauata |

## Times classificados para os Jogos Olímpicos de Verão
O seguinte time da OFC se classificou para o Futebol nos Jogos Olímpicos de Verão de 2020 - Masculino
| Seleção       | Classificado em   | Aparições anteriores em Jogos Olímpicos de Verão1 |
| ------------- | ----------------- | ------------------------------------------------- |
| Nova Zelândia | 5 de outubro 2019 | 2 (2008, 2012)                                    |

1 - Em negrito indica campeão daquele ano. Em itálico indica sede daquele ano.